# Seznam vrcholů v Děčínské vrchovině

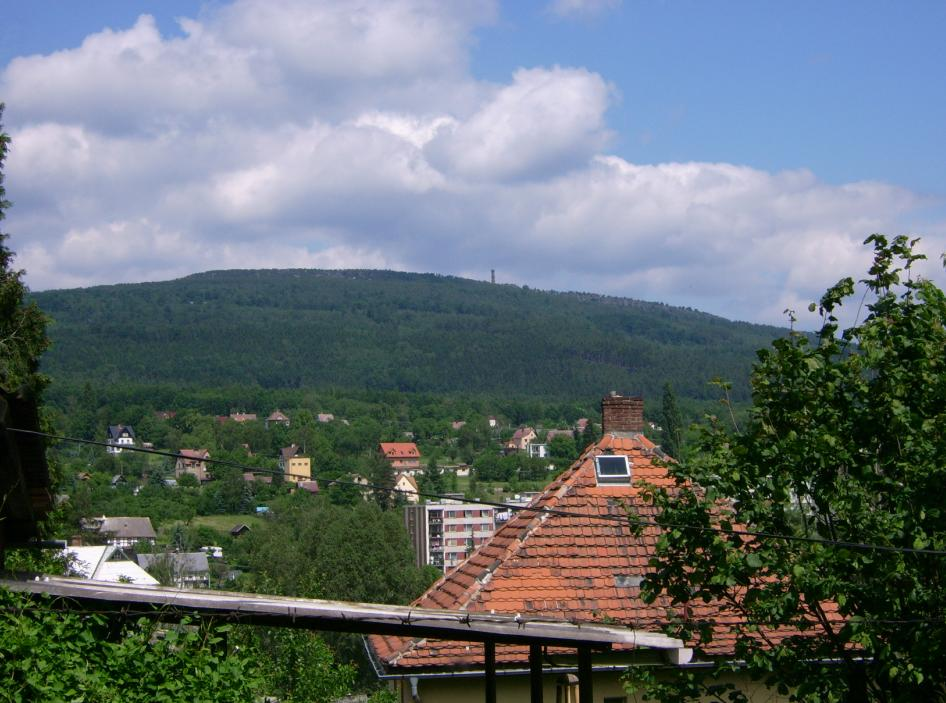
Děčínský Sněžník (724 m)

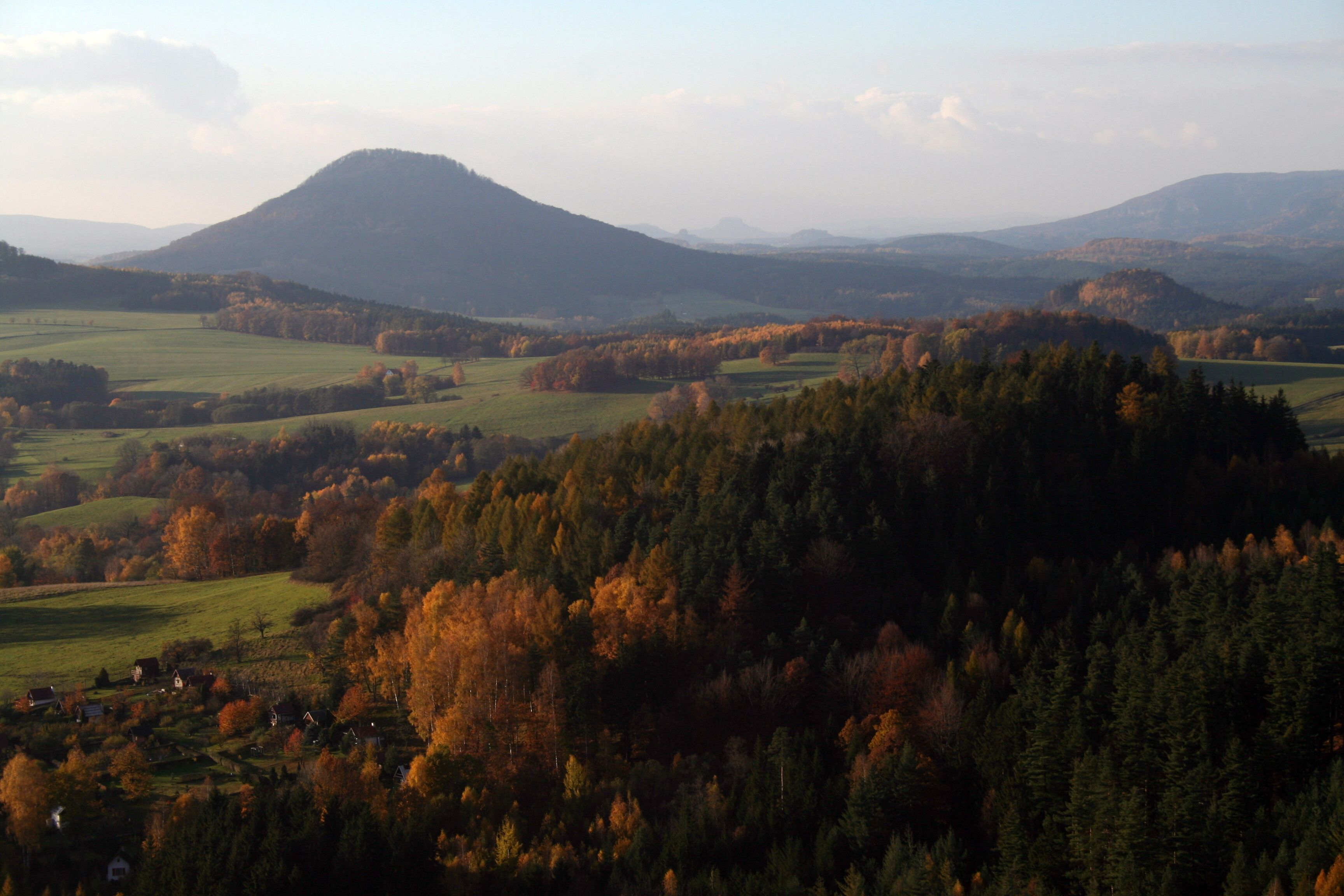
Růžovský vrch (620 m)

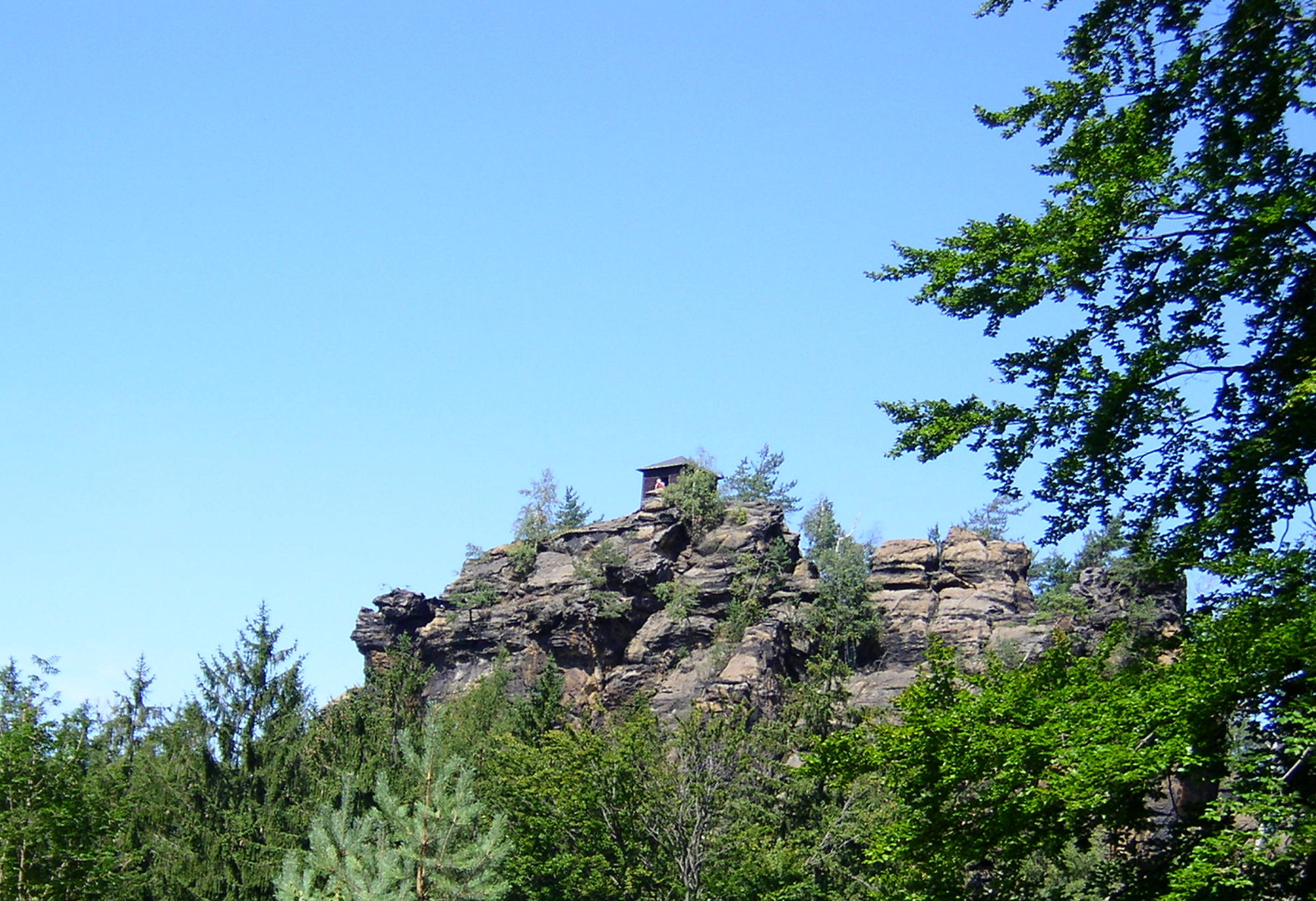
Rudolfův kámen (484 m)

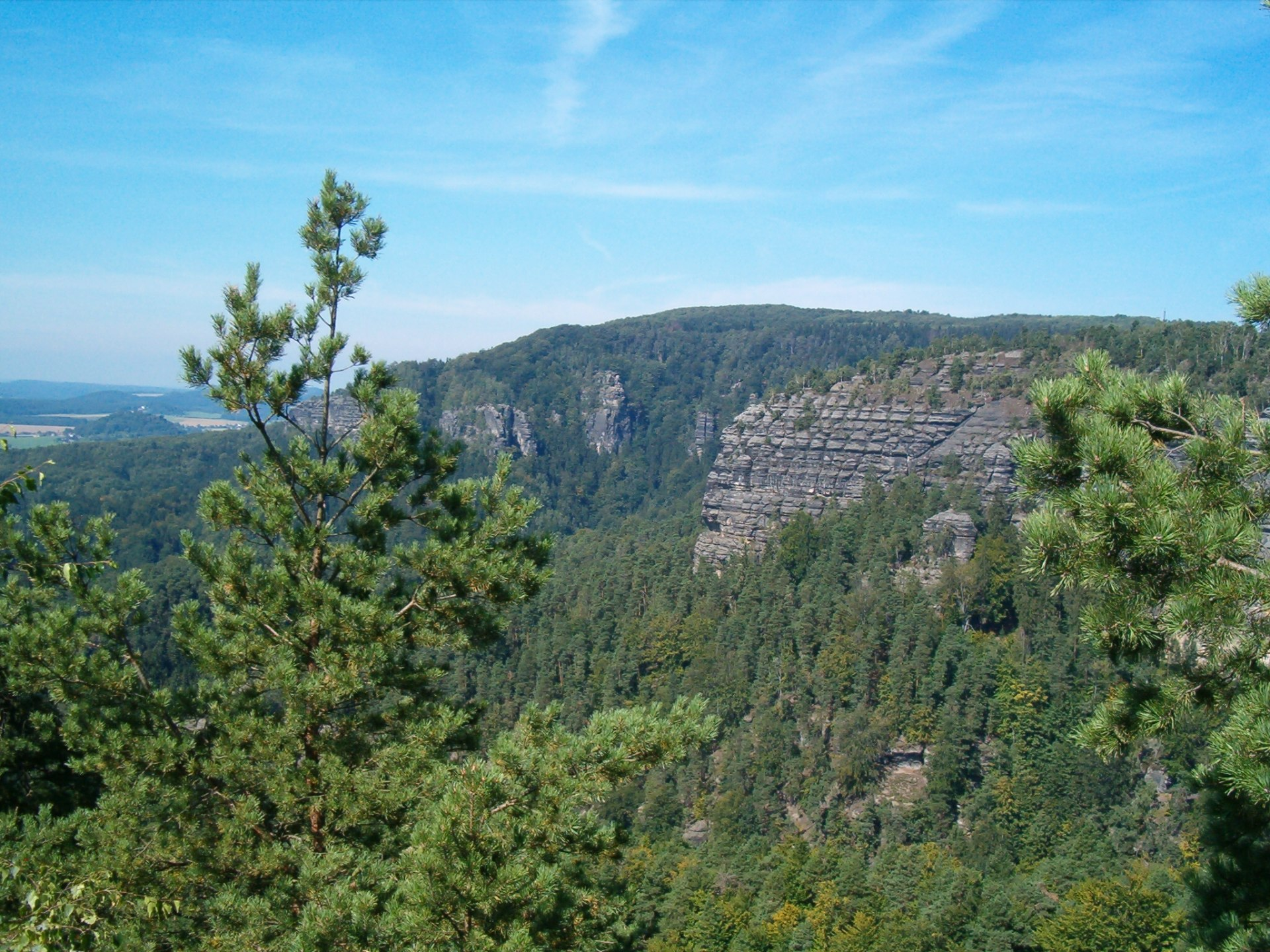
Křídelní stěna (452 m)

Seznam vrcholů v Děčínské vrchovině obsahuje pojmenované děčínské vrcholy s nadmořskou výškou nad 450 m nebo s prominencí nad 100 metrů. Seznam je založen na údajích dostupných na stránkách Mapy.cz a v Geoprohlížeči Zeměměřického úřadu. Jako hranice pohoří byla uvažována hranice stejnojmenného geomorfologického celku. Seznam postihuje pouze českou část pohoří.

## Seznam vrcholů podle výšky
Seznam vrcholů podle výšky obsahuje pojmenované vrcholy s výškou nad 450 m n. m. Nejvyšší hory se nachází v okrsku Sněžnická hornatina, včetně nejvyššího Děčínského Sněžníku (724 m n. m.).
| #   | Vrchol           | Výška m n. m. | Souřadnice                       | Okrsek              | Přístup                                              |
| --- | ---------------- | ------------- | -------------------------------- | ------------------- | ---------------------------------------------------- |
| 1.  | Děčínský Sněžník | 724           | 50°47′29″ s. š., 14°06′15″ v. d. | Sněžnická hornatina | červená turistická značka · zelená turistická značka |
| 2.  | Nad Stěnami      | 623           | 50°46′44″ s. š., 14°03′50″ v. d. | Sněžnická hornatina | neznačeno                                            |
| 3.  | Růžovský vrch    | 620           | 50°49′59″ s. š., 14°19′49″ v. d. | Růžovská vrchovina  | žlutá turistická značka                              |
| 4.  | Holý vrch        | 528           | 50°46′23″ s. š., 14°05′07″ v. d. | Sněžnická hornatina | neznačeno                                            |
| 5.  | Okrouhlík        | 494           | 50°49′20″ s. š., 14°11′17″ v. d. | Sněžnická hornatina | neznačeno                                            |
| 6.  | Jedlina          | 490           | 50°52′57″ s. š., 14°25′05″ v. d. | Jetřichovické stěny | žlutá turistická značka                              |
| 7.  | Sokolí vrch      | 487           | 50°53′43″ s. š., 14°25′38″ v. d. | Jetřichovické stěny | neznačeno                                            |
| 8.  | Bor              | 487           | 50°53′15″ s. š., 14°25′52″ v. d. | Jetřichovické stěny | neznačeno                                            |
| 9.  | Rudolfův kámen   | 484           | 50°52′04″ s. š., 14°25′22″ v. d. | Jetřichovické stěny | červená turistická značka · naučná turistická značka |
| 10. | Suchý vrch       | 481           | 50°52′04″ s. š., 14°25′22″ v. d. | Jetřichovické stěny | neznačeno                                            |
| 11. | Hřebec           | 478           | 50°54′17″ s. š., 14°26′28″ v. d. | Jetřichovické stěny | neznačeno                                            |
| 12. | Mlýny            | 475           | 50°52′32″ s. š., 14°21′59″ v. d. | Jetřichovické stěny | neznačeno                                            |
| 13. | Strážiště        | 469           | 50°48′59″ s. š., 14°22′19″ v. d. | Růžovská vrchovina  | neznačeno                                            |
| 14. | Oltářní kámen    | 469           | 50°53′00″ s. š., 14°19′25″ v. d. | Jetřichovické stěny | neznačeno                                            |
| 15. | Mrchoviště       | 467           | 50°49′51″ s. š., 14°08′05″ v. d. | Sněžnická hornatina | neznačeno                                            |
| 16. | Smrkový kopec    | 463           | 50°53′25″ s. š., 14°16′56″ v. d. | Jetřichovické stěny | neznačeno                                            |
| 17. | Studený roh      | 461           | 50°53′15″ s. š., 14°19′49″ v. d. | Jetřichovické stěny | neznačeno                                            |
| 18. | Stříbrné stěny   | 459           | 50°53′15″ s. š., 14°15′31″ v. d. | Jetřichovické stěny | neznačeno                                            |
| 19. | Bouřňák          | 457           | 50°52′45″ s. š., 14°20′11″ v. d. | Jetřichovické stěny | neznačeno                                            |
| 20. | Křídelní stěna   | 456           | 50°52′51″ s. š., 14°17′41″ v. d. | Jetřichovické stěny | neznačeno                                            |
| 21. | Hrad             | 453           | 50°53′34″ s. š., 14°24′55″ v. d. | Jetřichovické stěny | neznačeno                                            |
| 22. | Koliště          | 453           | 50°51′58″ s. š., 14°23′04″ v. d. | Jetřichovické stěny | neznačeno                                            |
| 23. | Větrovec         | 450           | 50°52′23″ s. š., 14°20′12″ v. d. | Jetřichovické stěny | neznačeno                                            |

## Seznam vrcholů podle prominence
Seznam vrcholů podle prominence obsahuje všechny hory a kopce s prominencí (relativní výškou) nad 100 metrů, bez ohledu na nadmořskou výšku. Takových je v Děčínské vrchovině 6. Nejprominentnějším je Růžovský vrch (331 metrů), nejvyšší Děčínský Sněžník je až druhý (152 metrů).
| #  | Vrchol           | Výška m n. m. | Promi- nence | Izolace (km)             | Souřadnice                       | Přístup                                              |
| -- | ---------------- | ------------- | ------------ | ------------------------ | -------------------------------- | ---------------------------------------------------- |
| 1. | Růžovský vrch    | 620           | 331          | 08,4 → Studenec          | 50°49′59″ s. š., 14°19′49″ v. d. | žlutá turistická značka                              |
| 2. | Děčínský Sněžník | 724           | 152          | 12,9 → Špičák            | 50°47′29″ s. š., 14°06′15″ v. d. | červená turistická značka · zelená turistická značka |
| 3. | Mlýny            | 475           | 132          | 02,4 → Rudolfův kámen    | 50°52′32″ s. š., 14°21′59″ v. d. | neznačeno                                            |
| 4. | Strážiště        | 469           | 131          | 02,7 → Větrný vrch       | 50°48′59″ s. š., 14°22′19″ v. d. | neznačeno                                            |
| 5. | Oltářní kámen    | 469           | 116          | 01,6 → Křídelní stěna SV | 50°53′00″ s. š., 14°19′25″ v. d. | neznačeno                                            |
| 6. | Na Zámečku       | 391           | 108          | 01,3 → Mlýny             | 50°51′31″ s. š., 14°20′54″ v. d. | neznačeno                                            |